# إبلان الجديدة

تعديل مصدري - تعديل

حارة إبلان هي إحدى حارات حي الظهار بمدينة إب اليمنية، بلغ تعداد سكانها 5595 نسمة حسب تعداد اليمن لعام 2004.